# 謝戊妹
謝戊妹（1910年—1997年5月23日），臺灣苗栗縣苗栗市客家人，農民，晚年贈土地給縣府建立老人安養中心──戊山園。

## 生平
謝戊妹生於1910年，客家人。她九歲時就開始忙於農事、十三歲時到出磺坑礦場挑石頭，後轉到公館糖場擔任抄寫員。
十九歲時，謝戊妹經由苗栗製糖株式會社主管桂島介紹嫁人，十年後婚姻生變，她被迫離家，經由桂島妻子贈屋，得以住在苗栗市大坪頂，種植維生。後她與榮民結婚，生一子二女，但丈夫長期身體不適、長子有精神疾病，家計靠她自己一人獨撐，胼手胝足一點一滴累積，得以三旬時以新台幣九百元買下苗栗市新英里的土地。
1952年2月4日農民節，她以農民代表在苗栗農業職業學校禮堂接受表揚，是在場唯一的女性代表。該年，美國婦女家政專家藍瑙（L. W. Reynolds）特地前往苗栗南勢坑拜訪。
1994年6月，謝戊妹捐出一千坪供縣府興辦老人安養中心，當時市價達新台幣六、七千萬元。之前同樣是苗栗市的何連基捐出大批土地作公益。
1996年5月8日，母親節，謝戊妹在苗栗市市公所獲模範母親表揚。
過去苗栗縣無少年庇護所，部份受虐兒童或少年只能遠送桃園、台中庇護中心或寄養家庭，且有些少年不適合由寄養家庭收容。謝戊妹認為現今社會非常混亂，有不少年輕人飆車殺人、作姦犯科，所以之後還想捐地提供給迷失的年輕人，學種菜、養雞鴨，做為自力更生的園地。1996年7月25日，她再捐出一筆五百餘坪土地，給苗栗家扶中心興建少年庇護所，由中華兒童福利基金會執行長江玉龍主持簽約儀式，並致贈感謝牌。但之後，此地因尖豐公路截彎取直改善工程，路線設計從土地中間通過，五百坪剩下三百一十坪左右，使得家扶中心主任謝善成在1999年9月6日宣布放棄。

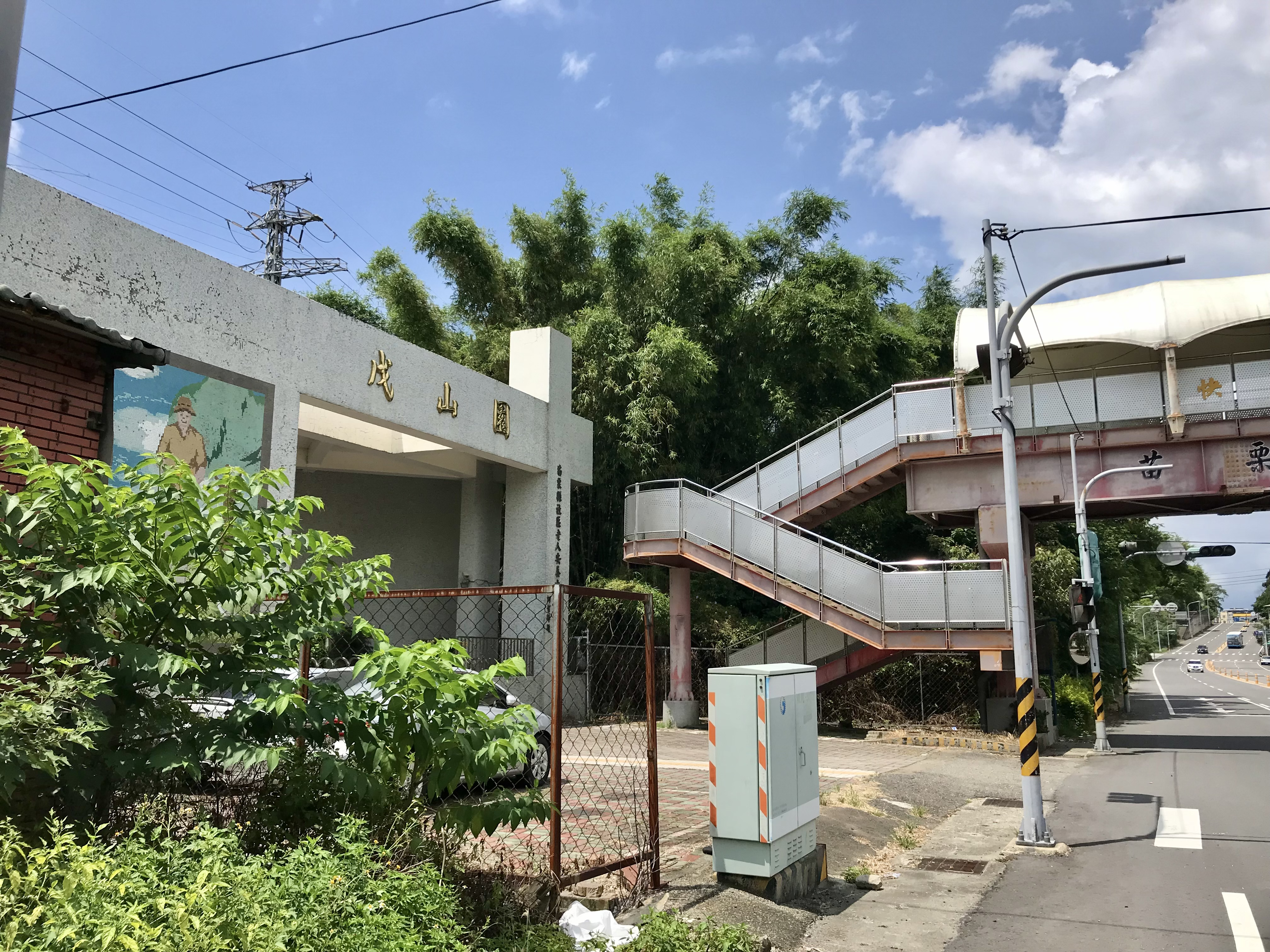
戊山園與尖豐公路

1997年5月23日，謝戊妹去世，安葬於大坪頂。李登輝總統及宋楚瑜省長分別頒輓「樂善貽徽」、「懿範常昭」，縣長何智輝頒贈「傑出縣民」獎章。該年11月5日，老人安養中心落成，縣府取名「戊山園」以感念謝戊妹，其兒呂定山、女兒江啟貞等攜帶家人出席剪綵儀式。戊山園內擺有一張謝戊妹的骨董床，供園內老人作思古之情。